# Нагір'я Центральної Шрі-Ланки
7°27′8.82″ пн. ш. 80°48′7.56″ сх. д. / 7.4524500° пн. ш. 80.8021000° сх. д.
Нагір'я Центральної Шрі-Ланки — місцевість в південно-центральній частині острова. Охоплює охоронну зону Пік-Велдернесс (англ. Wilderness), національний парк Плато Гортона (англ. Horton Plains) та заповідний ліс Наклз (англ. Knuckles). Ця місцевість є природоохоронною територією з 1940 року. 2010 року Нагір'я Центральної Шрі-Ланки було занесено до списку світової спадщини ЮНЕСКО.

## Фізико-географічні характеристики
Нагір'я Центральної Шрі-Ланки вкриті вологими гірськими лісами на висоті понад 1000 м над рівнем моря. До їхнього складу входять центральний гірський масив та гірський хребет Наклз (англ. Knuckles Mountain Range), що розташований на північний схід. При середній висоті 1800 метрів деякі вершини центрального масиву перевищують 2500 метрів. Гірський хребет Наклз має середню висоту 1500 метрів і низку вершин вище 1800 метрів. Майже всі основні річки острова беруть початок в цих горах.
Клімат нагір'я холодніший, ніж у низинній частині. Спостереження показують, що зі збільшенням висоти на 100 метрів температура повітря в середньому падає на 0,5 °C. На великих висотах можливі нічні приморозки в зимовий період. Щорічна норма опадів становить 2500-5000 мм. На південно-західних схилах спостерігається один сезон дощів з травня по вересень. На північно-східних схилах додається другий сезон дощів — з грудня по березень.

## Флора і фауна
У гірських лісах Центральної Шрі-Ланки надзвичайно велика кількість ендеміків. Більш ніж половина ендеміків Шрі-Ланки припадає саме на цей регіон. На ізольованому гірському хребті Наклз також є окремі види-ендеміки.
Ссавці, що зустрічаються переважно на території нагір'я, відносяться до декількох родин: землерийки (Suncus montanus, Feroculus feroculus, Crocidura miya, Solisorex pearsoni), мавпи (Semnopithecus vetulus), виверові (Paradoxurus zeylonensis), білячі (Funambulus layardi, Funambulus sublineatus), мишачі (Petinomys fuscocapillus, Mus fernandoni, Vandeleuria nolthenii, Rattus montanus, Srilankamys ohiensis). У регіоні мешкають занесені до червоної книги леопарди (Panthera pardus kotiya).
На території нагір'я також зустрічається 29 ендеміків-птахів.

## Охорона території

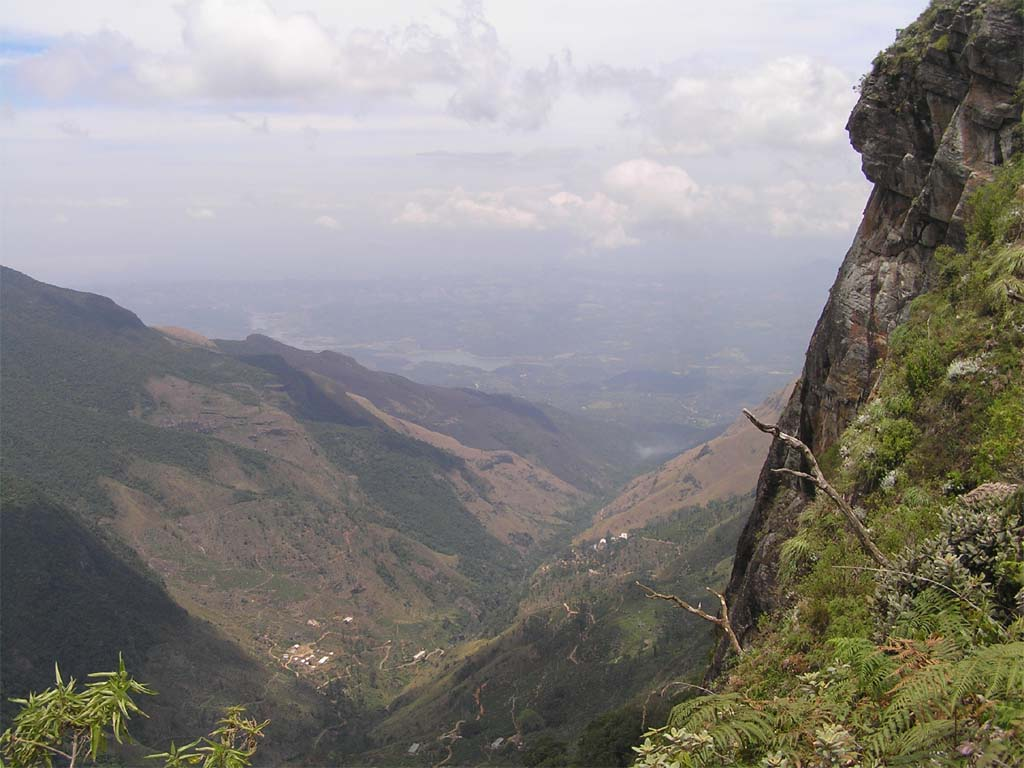
Національний парк Гортон-Плейнс

Понад 200 років вологі ліси вирубувалися під плантації чаю. Наразі під захистом перебувають острівці лісу загальною площею 457 км². Нагір'я Центральної Шрі-Ланки охоплюють такі особливо охоронні природні території (в дужках вказана категорія Міжнародного союзу охорони природи):
- Заповідний ліс Наклз площею 217 км² (IV);
- Територія Пік Вайлдернесс площею 120 км² (IV);
- Національний парк «Плато Гортона» площею 32 км² (II).